# Uscita aeroportuale
Un'uscita aeroportuale o varco o gate (pron. /ɡeit/, in inglese significa letteralmente "varco") indica, in un aeroporto, la porta attraverso cui passare per imbarcarsi su un aeroplano.
Il significato può anche estendersi a designare anche il banco della sala d'attesa, o sala d'imbarco, a cui i passeggeri possono accedere solo dopo aver eseguito l'accettazione e il controllo sicurezza.
Poiché ogni porta è numerata, sulla carta d'imbarco fornita dall'operatore dell'accettazione compare anche il numero del gate da cui i passeggeri devono imbarcarsi. In attesa che l'uscita vera e propria venga aperta e si possano effettuare concretamente le operazioni d'imbarco, i passeggeri possono sostare nelle rispettive sale d'attesa o fare acquisti nei cosiddetti duty-free shop.